# MBT LAW反坦克飛彈
主戰坦克及輕型反坦克武器（英語：Main Battle Tank and Light Anti-tank Weapon，縮寫：MBT LAW；又稱：NLAW）是一款由瑞典紳寶波佛斯動力公司所研製和生產的肩扛、短程及射後不理式第三代反坦克导彈發射器。設計上是為了給步兵使用的MBT LAW是肩射式及一次性使用設計的武器，發射一次以後需要將其拋棄。它目前正被英國、芬蘭、盧森堡、烏克蘭和瑞典國防軍所採用。

## 概述
在21世纪初，MBT LAW由瑞典紳寶波佛斯動力公司和泰雷兹防空公司所研發。該計劃是由瑞典和英國之間的合資企業採用來自BILL 2（彈頭和制導）以及AT4 CS（於密閉空間發射能力）系統所衍生的技術，以減少其研發時間。英國國防部國防採購局將會促使由英國和瑞典研製的系統，並於2005年12月與瑞典簽訂合同，而該武器於瑞典則被命名為“RB 57”（Robot 57，瑞典语直譯：导彈57）。據估計，英國的要求可能是向英國武裝部隊提供高達20,000具該系統，而每個系統具有大約20年的保質期。2007年12月，芬蘭宣佈一份購置NLAW系統而未公開的購置數量的訂單。2008年12月，還宣佈另外一份（同樣未公開數量）的訂單。
MBT LAW是一款軟發射反坦克导彈系統，使其可以在城鎮戰中給步兵在一個封閉的空間之內使用。在這個系統中，火箭首先以低功率的點火從發射器裡發射出去。在火箭經過好幾公尺的行程直到飛行模式以後，其主火箭就會立即點火，開始推動飛彈，直到命中目標為止。
2009年，該便攜式、短程、射後不理反坦克飛彈系統投入英國陸軍服役，命名為次世代輕型反坦克武器（英語：Next-generation Light Anti-tank Weapon，縮寫：NLAW），取代英國陸軍目前現有而且已經到了陳舊過時的INSYS LAW 80反坦克火箭系統，以及在MBT LAW還沒有正式進入部署的期間作為其替代品部署的L2A1 ILAW（原型：AT4 CS，意為：臨時輕型反坦克武器）。MBT LAW於2009年12月開始交付。

## 研製
發射器和導彈兩者都是由瑞典紳寶波佛斯動力公司位於埃斯基尔斯蒂纳市和卡尔斯库加市的設施運用在反裝甲系統上獲得的專業知識所研製的，諸如卡爾·古斯塔夫無後座力炮、AT4 CS密閉空間武器和BILL反坦克导彈。英國泰雷兹防空公司是主要合作夥伴和程序貢獻者，讓MBT LAW的研製團隊當中包括的14個英國武器系統及其部件的製造的分包商成為主導。最後的組裝和測試是在泰雷兹防空公司位於贝尔法斯特的設施。該導彈的慣性測量單元是由BAE系統公司位於普利茅斯的半導體（慣性測量裝置內裡的矽速率傳感器的製造）的生產設施所生產。總部設在蒂奇菲爾德的FR-HITEMP負責控制翼和致動器的製造。總部設在格倫羅西斯的雷神系統有限公司和總部設在貝辛斯托克的泰雷茲導彈電子公司，生產電子組件和系統的近炸引信。總部設在考文垂的全國塑料製品航天公司，負責塑料和複合成型品。總部設在斯梅斯威克的Skeldings，生產系統的專用彈簧。總部設在蓋茨黑德的快達工程、總部設在布里斯托尔的朴茨茅斯航空公司、EPS物流技術公司、Leafield工程，以及總部設在伯明翰的Metalweb公司也都是MBT LAW聯盟的主要合作夥伴。

## 概述
MBT LAW具有兩個最明顯的優點：預測瞄準線和兩種攻擊模式。
預測瞄準線（Predicted Line of Sight，簡稱：PLOS）技術是MBT LAW核心技術及智能能的所在。該技術的實質是預測目標在下一時間點的位置。發現目標以後，使用者在瞄準的同時跟踪運動中的目標，持續時間為2至3秒。發射以前，飛彈上的制導系統的電子設備會記錄使用者的瞄準過程，計算和預測瞄準線。射手不必考慮座標的距離和角速度，就可發射飛彈。發射以後由彈載電子計算機控制其飛行，不論是掠飛攻頂還是直接攻擊，飛彈都能夠預測目標瞄準線一側的飛行彈道飛向目標；不管距離目標的遠近，飛彈在彈道上的位置都能保證飛彈與目標相遇。正是有了這項技術，才使飛彈實現射後不理，成為第三代反坦克导弹。但從嚴格意義上而言，預測瞄準線技術並非真正的是制導方式，因為飛彈只是按照預先設定的路徑飛行，只要目標在行進途中突然停止或是倒轉方向，該飛彈就有可能失去目標。

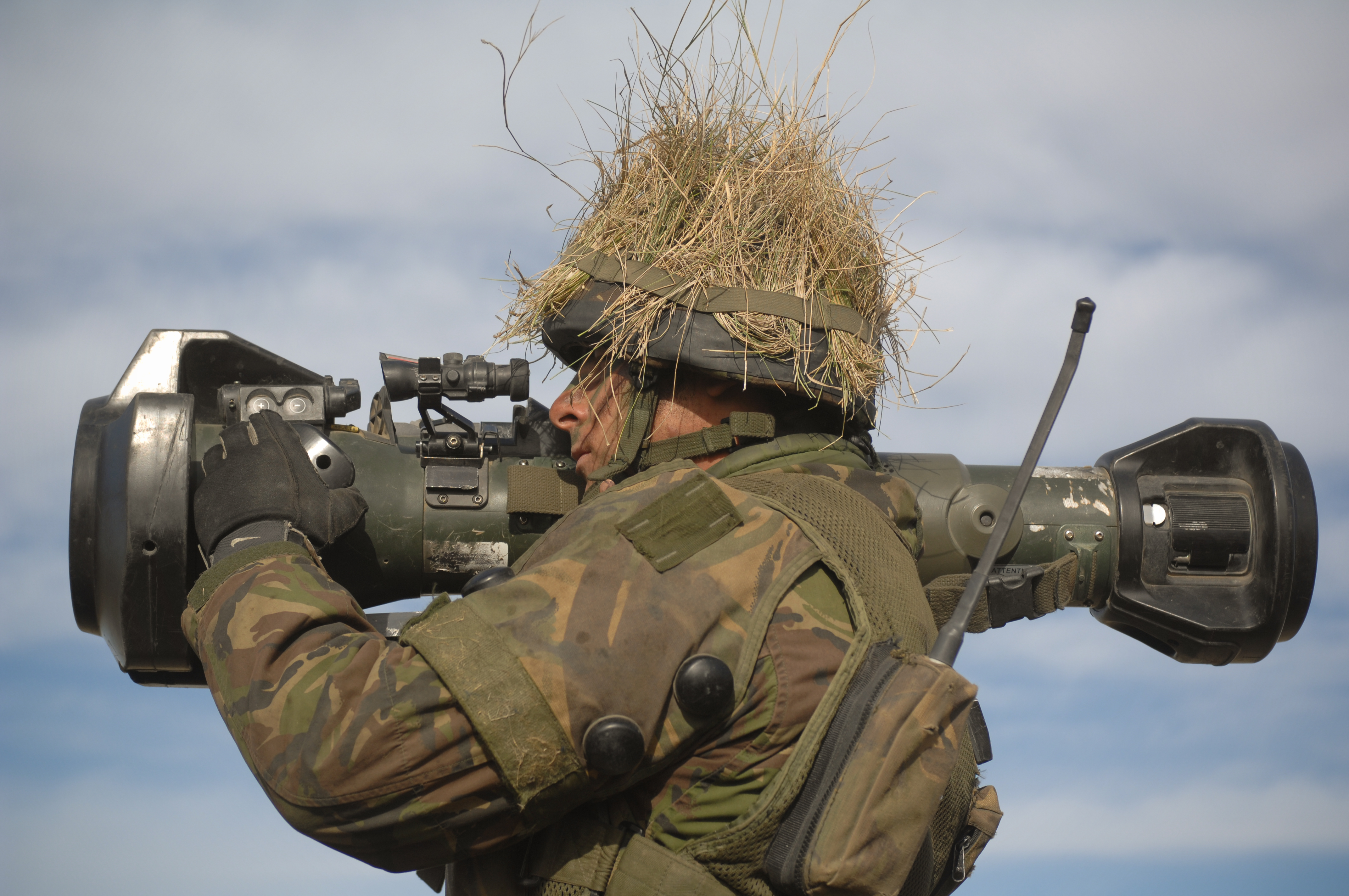
士兵使用一具NLAW。

MBT LAW具有兩種攻擊目標的模式。一種是掠飛攻頂模式，另一種是直接攻擊模式。尤其是前者為MBT LAW繼承來由全世界第一種掠飛攻頂式反坦克飛彈——「比爾」的技術而且更為成熟。在掠飛攻頂模式時，飛彈發射以後沿瞄准上方略高1米高的彈道飛行，並且在到達目標上方以後，藉由飛彈上的兩種傳感器共同作用，先後引爆兩段串聯式锥形装药戰鬥部，向下攻擊裝甲目標最薄弱的頂部，可輕易的貫穿最先進的主戰坦克的頂部防護以摧毀目標。而直接攻擊模式時，飛彈則是沿瞄準線飛行，到達目標後戰鬥部並非由傳感器引爆，而是由導彈直接與裝甲目標碰撞後引爆以摧毀目標。

## 規格

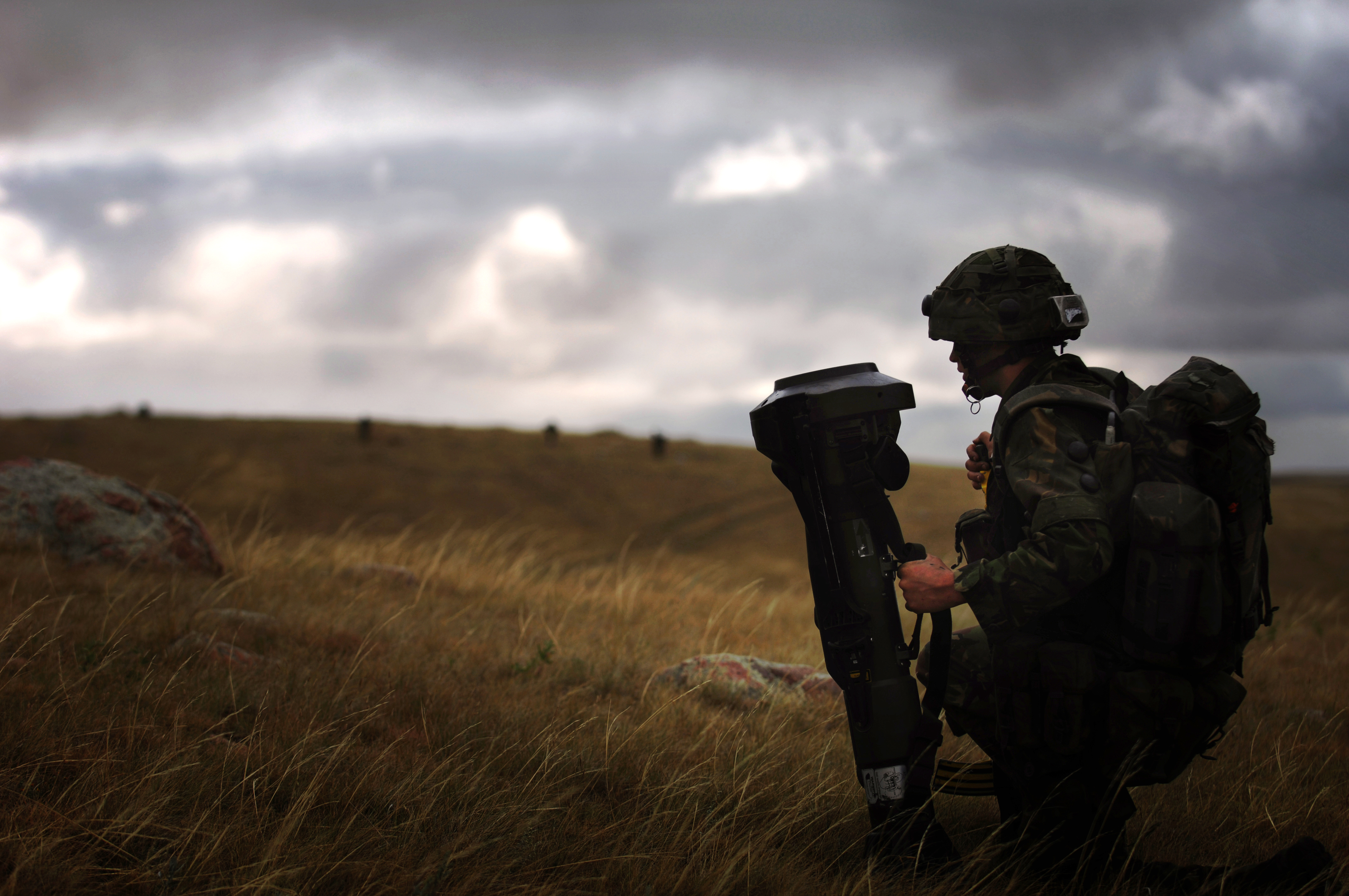
英國士兵與NLAW。

- 口徑：115／150毫米（4.53／5.91英吋）[2]
- 總重量：12.5公斤（27.56磅）
- 砲口初速：
  - 初速：40—200米／秒（131.23—656.17英尺／秒）
  - 持續：亞音速
- 射程：
  - 最小：20公尺（21.87码，65.62英尺）
  - 最大：1,000公尺（1,093.61碼，3,280.84英尺，0.62英里）
- 制導系統：瞄準鏡上的預測線（PLOS）／慣性制導
- 彈頭：上空飛行攻頂／直接模式混合

## 使用國

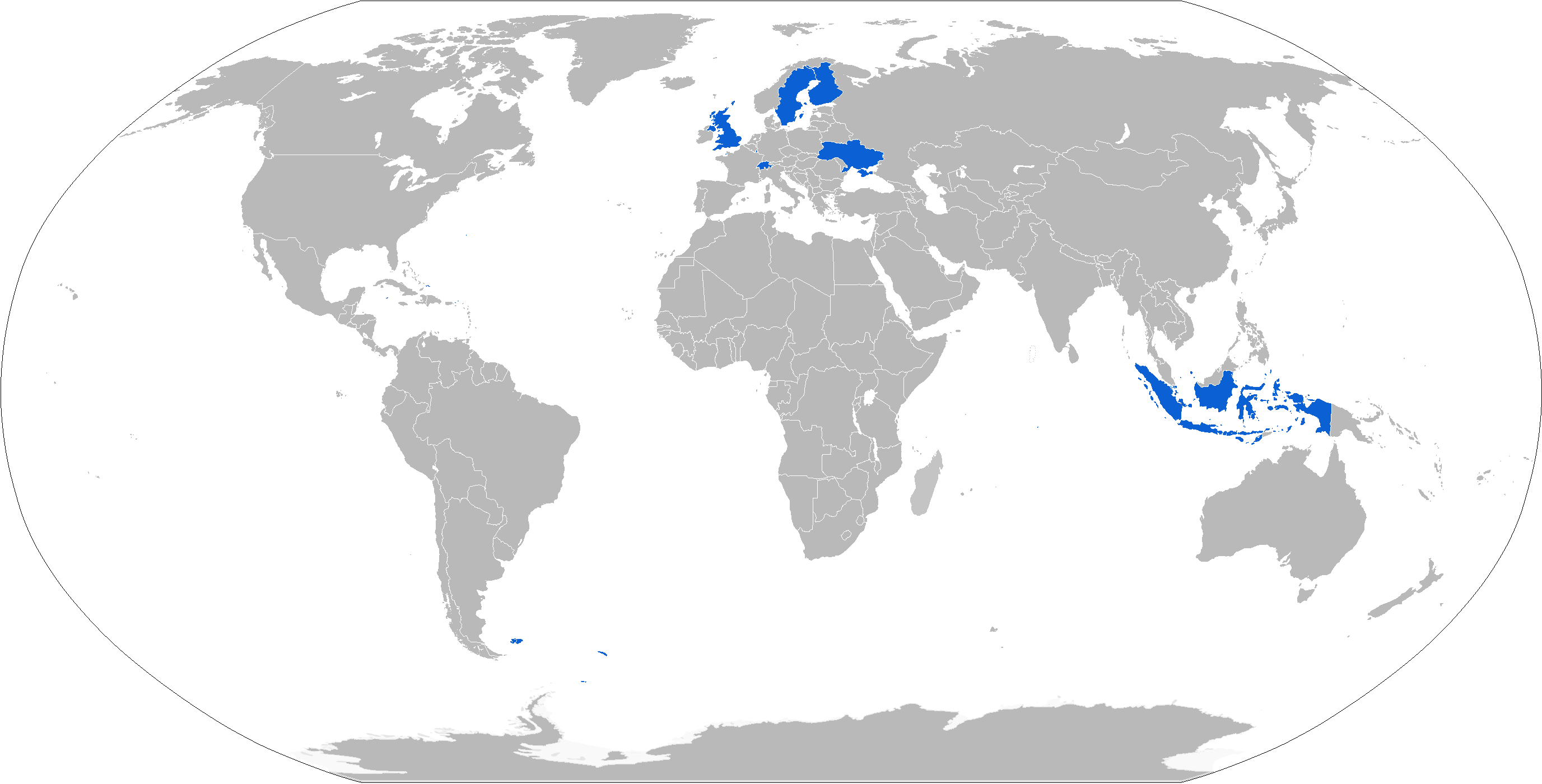
藍色為MBT LAW反坦克飛彈的使用國。

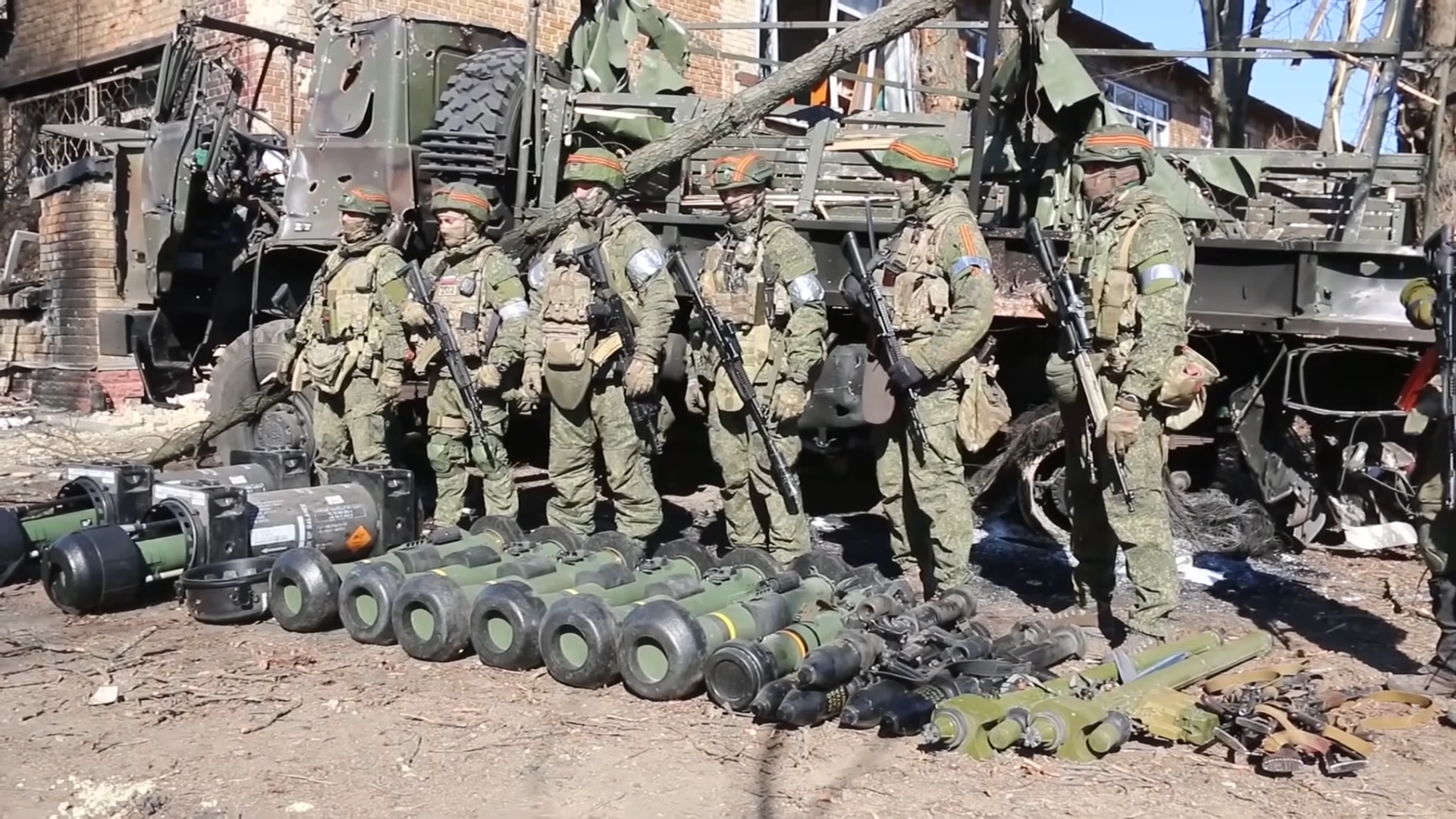
俄軍截獲的NLAWs，據信部分被送往伊朗研究，這是伊朗所能取得的最新北約武器之一。不過英方認為該低成本武器主要使用成熟工藝重新打造，不至於構成先進技術外洩。

- 英国：MBT LAW於2002年5月符合要求被選中為英國陸軍次世代輕型反坦克武器（英語：Next-generation Light Anti-tank Weapon，縮寫：NLAW）。該系統主要用於取代ILAW及LAW 80。[4]
- 芬兰：芬蘭國防部宣布在2007年發出成品形式導彈的訂單，總值達到€380,000。[5]在芬蘭軍隊服役的該導彈被命名為102 RSLPSTOHJ NLAW。[6]
- 印度尼西亞：[7][8][9]
- 盧森堡：[10]
- 俄羅斯：2022年俄羅斯入侵烏克蘭期間自烏克蘭軍繳獲，目前保養狀況不明。[11]
- 沙烏地阿拉伯
- 瑞典：在瑞典國防軍服役的該導彈被命名為Robot 57（RB 57）。[12]
- 瑞士
- 乌克兰：2021年—2022年俄乌危机期間由英國提供3,615具NLAW給烏克蘭軍隊以應對俄羅斯軍隊的潛在入侵行動。不久在2022年俄羅斯入侵烏克蘭期間再獲盧森堡軍援100具。

## 流行文化

### 電子遊戲
- 2007年—：命名為「LAW」，奇怪地預先裝填3發飛彈和使用M72 LAW的延長型發射管後部。
- 2009年—：2010年6月29日獨立資料片《武裝行動2：箭頭行動》的追加下载内容《武裝行動2：英國武裝部隊》，命名為「NLAW」，由英國軍隊所使用。
- 2013年—：命名為「PCML」，由北約部隊所使用。
- 2013年—：命名為「MBT-LAW」（中文版則命名為「反坦克導彈」），最高攜彈量為4發（單人模式）。單人模式之中由中国人民解放军所使用，亦可被美国海军陆战队精英小隊「墓碑」隊長丹尼爾·雷克（Daniel Recker）所繳獲；多人聯機模式時為美國、中國及俄羅斯三方「工程兵」（Engineer）的預設武器，被歸類為職業配備。可鎖定雷射指定目標。
- 2015年—《戰術小隊》：由英國陸軍所使用。

## 資料來源
1. 1 2  .   [2013-11-02]. （原始内容存档于2021-01-25）.
2. ↑  .   [2013-11-02]. （原始内容存档于2021-01-25）.
3. ↑  https://hk.on.cc/hk/bkn/cnt/intnews/20221112/bkn-20221112160035228-1112_00992_001.html
4. ↑  .   [2021-02-07]. （原始内容存档于2013-11-03）.
5. ↑  .   [2013-11-02]. （原始内容存档于2009-06-26）.
6. ↑  .   [2013-11-02]. （原始内容存档于2013-11-03）.
7. ↑  .   [2013-11-02]. （原始内容存档于2016-01-09）.
8. ↑  .   [2013-11-02]. （原始内容存档于2020-11-10）.
9. ↑  . 2013-03-21  [2013-11-02]. （原始内容存档于2020-06-10）.
10. ↑  .   [2013-11-02]. （原始内容存档于2011-07-25）.
11. ↑  .   [2022-02-25]. （原始内容存档于2022-10-20）.
12. ↑  .   [2013-11-02]. （原始内容存档于2007-06-12）.

## 外部連結
- （英文）—MBT LAW at army-technology.com （页面存档备份，存于）
- （英文）—MBT LAW- Deagel （页面存档备份，存于）
- （英文）—SAAB Bofors MBT LAW video - YouTube （页面存档备份，存于）
- （英文）—SAAB official site
- （英文）—Military, Security and Civilian Guns—Saab Bofors MBT-LAW / N-LAW （页面存档备份，存于）